# Chhichhore
Chhichhore è un film del 2019 diretto da Nitesh Tiwari.

## Riconoscimenti
- Nickelodeon Kids' Choice Awards India 2019: 
  - Favorite Movie
  - Favorite Movie Actress a Shraddha Kapoor